# SEPHS2
SEPHS2 (англ. Selenophosphate synthetase 2) – білок, який кодується однойменним геном, розташованим у людей на 16-й хромосомі. Довжина поліпептидного ланцюга білка становить 448 амінокислот, а молекулярна маса — 47 305.
| 10                  |  | 20         |  | 30         |  | 40         |  | 50         |
| ------------------- |  | ---------- |  | ---------- |  | ---------- |  | ---------- |
| MAEASATGAC          |  | GEAMAAAEGS |  | SGPAGLTLGR |  | SFSNYRPFEP |  | QALGLSPSWR |
| LTGFSGMKGGCKVPQEALL |  | KLLAGLTRPD |  | VRPPLGRGLV |  | GGQEEASQEA |  |            |
| GLPAGAGPSP          |  | TFPALGIGMD |  | SCVIPLRHGG |  | LSLVQTTDFF |  | YPLVEDPYMM |
| GRIACANVLS          |  | DLYAMGITEC |  | DNMLMLLSVS |  | QSMSEEEREK |  | VTPLMVKGFR |
| DAAEEGGTAV          |  | TGGQTVVNPW |  | IIIGGVATVV |  | CQPNEFIMPD |  | SAVVGDVLVL |
| TKPLGTQVAV          |  | NAHQWLDNPE |  | RWNKVKMVVS |  | REEVELAYQE |  | AMFNMATLNR |
| TAAGLMHTFN          |  | AHAATDITGF |  | GILGHSQNLA |  | KQQRNEVSFV |  | IHNLPIIAKM |
| AAVSKASGRF          |  | GLLQGTSAET |  | SGGLLICLPR |  | EQAARFCSEI |  | KSSKYGEGHQ |
| AWIVGIVEKG          |  | NRTARIIDKP |  | RVIEVLPRGA |  | TAAVLAPDSS |  | NASSEPSS   |

A: Аланін

C: Цистеїн

D: Аспарагінова кислота

E: Глутамінова кислота

F: Фенілаланін

G: Гліцин

H: Гістидин

I: Ізолейцин

K: Лізин

L: Лейцин

M: Метіонін

N: Аспарагін

P: Пролін

Q: Глутамін

R: Аргінін

S: Серин

T: Треонін

V: Валін

W: Триптофан

Кодований геном білок за функціями належить до трансфераз, кіназ, фосфопротеїнів. 
Задіяний у такому біологічному процесі, як ацетилювання. 
Білок має сайт для зв'язування з АТФ, нуклеотидами. 